# Microctenochira fraterna
Microctenochira fraterna  (лат.) — вид жуков щитоносок (Cassidini) из семейства листоедов.
Центральная и Южная Америка: Венесуэла, Колумбия, Коста-Рика, Никарагуа, Панама, Тринидад и Тобаго, Эквадор.
Форма тела уплощённая. Растительноядный вид, питается растениями семейства вьюнковые (Convolvulaceae: Ipomoea phillomega).